# Куциас, Георгиос
Георгиос Куциас (греч. Γεώργιος Κούτσιας; род. 8 февраля 2004, Салоники, Греция) — греческий футболист, нападающий клуба «Чикаго Файр».

## Клубная карьера
Георгиос родился в греческом городе Салоники. Начинал заниматься в команде «Тилемахос Александрия», в восемь лет перешёл в академию ПАОК. С сезона 2020/2021 привлекается к тренировкам с основной командой. 18 сентября 2020 года дебютировал за основную команду в поединке чемпионата Греции против Атромитоса, выйдя на поле на 72-й минуте вместо Кароля Свидерского.
В 2021 году вошёл в список The Guardian 60 самых талантливых молодых футболистов. Отмечались его скорость и завершение атаки.
15 сентября 2022 года перешёл на правах аренды до конца сезона в «Волос».
28 февраля 2023 года Куциас перешёл в клуб MLS «Чикаго Файр», подписав контракт до конца сезона 2026 с опцией продления на сезон 2027. В американской лиге дебютировал 8 апреля в матче против «Миннесоты Юнайтед», выйдя на замену на 74-й минуте вместо Кея Камары. 20 мая в матче против «Атланты Юнайтед» забил свой первый гол в MLS.

## Карьера в сборной
Выступал за национальные сборные разных возрастов.

## Достижения

### Клубные

#### «ПАОК»
- Обладатель Кубка Греции: 2020/21